# 森特鎮區 (堪薩斯州馬歇爾縣)
森特鎮區（英語：Center Township）為美國堪薩斯州馬歇爾縣轄下的鎮區。2010年美国人口普查中此鎮區人口有128人。

## 地理
森特鎮區涵蓋總面積為97.8平方（37.78平方英里），其中陸地面積為97.6平方（37.69平方英里），水域面積為0.23平方（0.09平方英里）或0.24%。海拔高度402（1,319英尺）。

## 人口統計
根據2010年美國人口普查，森特鎮區人口有128人，其中男性有67人，女性有61人，人口密度為每平方公里1.31人，住房計56戶。鎮區內的白人有121人，非裔美國人有2人，美洲原住民有0人，亞裔美國人有0人，太平洋島裔美國人有0人，其他種族有1人，混血種族則有4人。此外鎮區內有3人為西班牙裔或拉丁裔美國人。此鎮區之年齡中位數為42.5歲，而男性年齡中位數為39.5歲，女性年齡中位數為48.5歲。